# Limnophila inordinata
Limnophila inordinata là một loài ruồi trong họ Limoniidae. Chúng phân bố ở miền Australasia.